# 조쉬 로위
조쉬 로위(Josh Lowey, 1984년 12월 26일 ~ )는 미국 국적의 멕시코 멕시칸 리그 아세레로스 데 몬클로바의 투수이다.

## 멕시코 프로 야구 시절
2014년 아세레로스 데 몬클로바에 입단하였다.

## 한국 프로 야구 시절

### KT 위즈시절
2016년 여름에 슈가 마리몬이 부상으로 인해 웨이버 공시된 후 새로 영입되었다. 그리고 초반에 난타를 많이당하였지만 조금씩 적응을하면서 시즌막판에는 좋은 모습을 조금 보여주었다

## 멕시코 프로 야구 복귀
KT 위즈에서 방출 후 아세레로스 데 몬클로바에 입단하였다.